# Серес (Санта-Фе)
Серес (исп. Ceres) — город и муниципалитет в департаменте Сан-Кристобаль провинции Санта-Фе (Аргентина).

## История
Город вырос из основанной в 1892 году сельскохозяйственной колонии. В начале XX века он принял большое количество иммигрантов, в том числе значительное число евреев, организовавших здесь «Союз Израиля».